# Virkesupplag

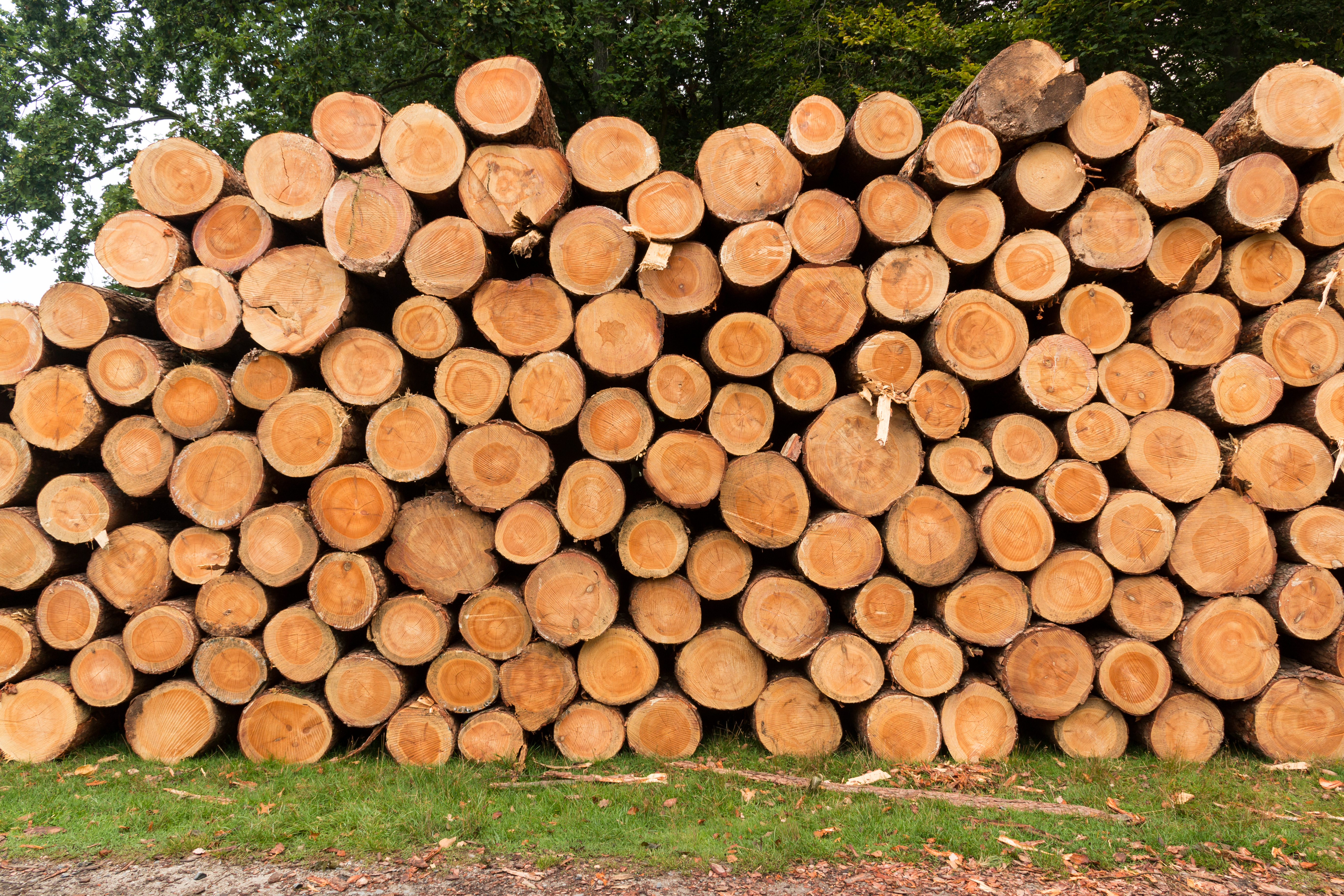
Virkesupplag med rundvirke

Ett virkesupplag är en plats där man samlar virke som har avverkats för vidare transport till förädlingsindustrier såsom pappersbruk, värmeverk, pelletstillverkare, export m.m. Mindre virkesupplag finns invid den skog varifrån man har avverkat, medan större upplag kan finnas där man samlar virke från mindre upplag, men dessa kan också finnas invid lastplatser för järnväg eller i hamnar.
Att samla trämassa på detta sätt kan innebära fara för bränder, angrepp av skadeinsekter m.m. varför virkesupplagen bör inspekteras med jämna mellanrum och vid behov vattnas. Ju mer förädlat virket förväntas bli desto mindre tolerans finns för skadeangrepp.

## Världens största virkesupplag?
Efter stormen Gudrun samlades så mycket virke på en och samma plats i Byholma i Kronobergs län, att platsen 2005 utsågs till världens största virkesupplag – över en miljon kubikmeter virke räknade man till. Det är dock svårt att bekräfta att det verkligen var världens största upplag, men många tusen "turister" besökte upplagsplatsen under de första åren efter stormen.